# Nils Ušakovs
Nils Ušakovs (rusky Нил Валерьевич Ушаков; * 8. června 1976, Riga) je lotyšský ekonom, novinář a levicový politik ruské národnosti. V letech 2006 až 2009 byl poslancem Saeima, poté mezi lety 2009 až 2019 byl v pořadí osmým primátorem lotyšského hlavního města Rigy a od roku 2019 je poslancem Evropského parlamentu zasedajícím ve frakci Pokrokové spojenectví socialistů a demokratů (S & D).

## Biografie
Narodil se v roce 1976 do ruské rodiny v Rize v tehdejší Lotyšské sovětské socialistické republice, která byla součástí Sovětského svazu. V roce 1999 absolvoval studium ekonomie na Latvijas Universitāte v Rize. Ve stejném roce mu bylo uděleno státní občanství Lotyšska. Poté studoval do roku 2002 ekonomii na Syddansk Universitet v Dánsku. 
V letech 1998 až 2005 pracoval jako novinář v lotyšských i ruskojazyčných médiích v Lotyšsku.
Vedle rodné ruštiny hovoří také anglicky, dánsky, lotyšsky, německy a švédsky. 

### Politická kariéra
V parlamentních volbách v roce 2006 byl zvolen poslancem lotyšského parlamentu Saeima za levicovou stranu Tautas saskaņas partija (TSP). Od 1. července 2009 do 29. května 2019 zastával post v pořadí osmého primátora lotyšského hlavního města Rigy. 
Ve volbách do Evropského parlamentu v roce 2019 byl za stranu Saskaņa zvolen europoslancem s mandátem do roku 2024 zasedajícím ve  frakci Pokrokové spojenectví socialistů a demokratů (S & D).
Ve volbách do Evropského parlamentu v roce 2024 je lídrem levicové strany Saskaņa.